# Нагал, Сумит
Сумит Нагал (Пустой шаблон {{ВД-Преамбула}} ) — индийский профессиональный теннисист. Участник летних Олимпийских игр 2020 года.

## Биография
Сумит Нагал родился 16 августа 1997 года в Джаджаре, Харьяна, в семье школьного учителя Суреша Нагала и его жены Кришны Деви, домохозяйки. Сумит начал заниматься теннисом с восьми лет в местном спортивном клубе. В свои десять лет его зачислили в учебную академию Махеша Бхупати. Учёбу проходил в Бангалоре. После закрытия программы переехал в Торонто, где стал тренироваться у Бобби Рахала.

## Спортивная карьера
В 2015 году Нагал выиграл свой первый в истории титул ITF Futures, победив в финале Густаво Веллбаха на турнире India F8. Затем Нагал выиграл чемпионат Индии F11. В этом же году завоевал парный титул чемпиона Уимблдона среди юношей 2015 года со своим вьетнамским партнером Ли Хоанг Намом, обыграв в финале Рейли Опелку и Акиру Сантильяна.
В 2016 году Нагал дебютировал за сборную Индии в Кубке Дэвиса в матче плей-офф мировой группы против Испании в Нью-Дели.
Нагал начал 2018 год на Открытом чемпионате Махараштры, где прошел квалификацию в основную сетку, обыграв соотечественника Дивиджа Шарана и Адриана Менендеса Масейраса, но в 1-м раунде проиграл Илье Ивашке со счетом 3-6, 3-6. Нагал принял участие в Азиатских играх 2018 года. Выступал в парном разряде в паре с Рамкумаром Раманатханом. Индийцы дошли до четвертьфинала, где проиграли будущим серебряным призерам Александру Бублику и Денису Евсееву из Казахстана. 
На Открытом чемпионате США 2019 года Нагал прошел квалификацию и дебютировал в основной сетке турнира Большого шлема. В матче первого круга он встретился с Роджером Федерером, но проиграл матч. 
На Открытом чемпионате США 2020 года Нагал выиграл свой матч первого круга у Брэдли Клана, став, таким образом, первым индийцем после Сомдева Деввармана, выигравшим одиночный матч в основной сетке турнира Большого шлема. Во втором раунде он потерпел поражение от второго сеяного Доминика Тима.
Нагал начал сезон 2021 года на Открытом чемпионате Австралии, где получил wildcard для участия в основной сетке. В перовом же матче он проиграл Ричардасу Беранкису в трёх сетах. Весной Сумит прошёл квалификацию в основную сетку Открытого чемпионата Барселоны, обыграв Илью Марченко и Томаса Фаббиано. Но в 1-м раунде основной сетки уступил Пьеру-Югу Эрберу в двух сетах. В квалификации BMW Open он проиграл Норберту Гомбошу. 
Нагал квалифицировался на Олимпийские игры в Токио в одиночном разряде. Он вышел во 2-й раунд, победив Дениса Истомина, но проиграл Даниилу Медведеву. Нагал стал первым индийцем за 25 лет, который вышел во второй раунд Олимпийских игр по теннису в одиночном разряде. На Открытом чемпионате США по теннису 2021 года Нагал не прошел квалификационный раунд. Сезон 2021 года индиец досрочно завершил из-за травмы бедра. 
На Открытом чемпионате Австралии 2024 года Нагал прошёл квалификацию и выиграл матч первого раунда у 31-го сеянного Александра Бублика. Во втором раунде уступил китайцу Цзюньчэн Шан. В феврале 2024 года впервые в карьере вошёл в топ-100. Нагал сыграл в основной сетке BNP Paribas Open 2024 года в качестве счастливчика, заменив Рафаэля Надаля, но проиграл Милошу Раоничу в двух сетах уже в первом раунде. 
В начале апреля 2024 года прошёл квалификацию в Монте-Карло, став первым индийским игроком в одиночном разряде за 42 года, который пробился в основную сетку этого турнира. В своем дебютном матче он победил итальянца Маттео Арнальди, став первым индийским игроком-мужчиной, выигравшим матч на "Мастерс 1000" на грунте. Это также была его первая победа на "Мастерс 1000".

## Рейтинг на конец года
| Год  | Одиночный рейтинг | Парный рейтинг |
| 2023 | 138               | 603            |
| 2022 | 502               | 813            |
| 2021 | 222               | 1205           |
| 2020 | 136               | 828            |
| 2019 | 130               | 1204           |
| 2018 | 340               | 595            |
| 2017 | 223               | 660            |
| 2016 | 356               | 1021           |
| 2015 | 421               | 892            |
| 2014 | 1569              | -              |
| 2013 | 1674              | -              |

## Выступления на турнирах

### Финалы турнировATPв одиночном разряде (0)

#### Поражения (0)
| Легенда                     |
| --------------------------- |
| Турниры Большого шлема (0)* |
| Итоговый турнир ATP (0)     |
| ATP Мастерс 1000 (0)        |
| АТР 500 (0)                 |
| АТР 250 (0)                 |

| Титулы по покрытиям | Титулы по месту проведения матчей турнира |
| ------------------- | ----------------------------------------- |
| Хард (0)            | Зал (0)                                   |
| Грунт (0)           | Зал (0)                                   |
| Трава (0)           | Открытый воздух (0)                       |
| Ковёр (0)           | Открытый воздух (0)                       |

* количество побед в одиночном разряде.